# Giorgio Bernardis
Giorgio Bernardis (Campolongo al Torre, 22 giugno 1945) è un ex calciatore italiano, di ruolo mediano o libero.

## Carriera
Ha giocato in Serie A con le maglie del Catania e del Lanerossi Vicenza.